# Pont Renault
Pont Renault is een voetgangersbrug over de noordzijde van de Seine op de plek waar het eiland Île Seguin de Seine opsplitst. Het ligt op de grens van de gemeenten Boulogne-Billancourt en Sèvres in het Franse departement Hauts-de-Seine.
De brug uit 2009 is gebouwd naar een ontwerp van de architect Marc Barani.